# Candide (Comelico Superiore)
Candide (Ciandidi in ladino) è la sede comunale del comune sparso di Comelico Superiore, in provincia di Belluno.

## Geografia fisica
È la frazione più a sud del comune di Comelico Superiore.

## Storia
È un paese assai antico, infatti nel 1186 i Caminesi, ovvero i feudatari del Cadore, stipularono l'atto di vendita del Monte Ombrio agli abitanti di Candide.

## Monumenti e luoghi d'interesse

### Architetture religiose
- Pieve di Candide: è intitolata a Santa Maria Assunta e la sua ricostruzione più recente risale al XVIII secolo.
- Chiesetta di Sant'Antonio Abate: è stata edificata da Mistro Nicolò Ruopel che si firma "murador de Carnia".

### Architetture civili
- Casa Gera
- Palazzo Monti-Giacobbi

## Infrastrutture e trasporti

### Strade
L'arteria principale che attraversa Candide è la strada statale 52 Carnica.